# 協紀辨方書
《協紀辨方書》又名《欽定協紀辨方書》，共三十六卷，為中國古代典籍中集大成之作，主要內容為擇吉、選擇用事之用。於清乾隆四年（公元1739年）由允祿、梅瑴成、何國宗等三、四十人奉敕編撰，乾隆親制序文，收於《四庫全書》第811冊（子部）。

## 內容
其主要內容是破除術數家繁碎拘泥，附會假借之說，刪除了神煞、俗論及多相矛盾之處，而以五行生剋衰旺之理來談趨吉避凶之道。 序文中說：“夫協紀辨方者、敬天之紀、敬地之方也。”又稱：“舉大事、動大眾，協乎五紀，辨乎五方、以順天地之性”等等。